# Mario Díaz de Vivar
Mario Alberto Díaz de Vivar Bogado (* 22. Oktober 1983) ist ein paraguayischer Fußballschiedsrichter.
Díaz de Vivar ist seit September 2011 Schiedsrichter in der paraguayischen Primera División und hat in dieser bereits über 300 Partien geleitet.
Seit 2013 steht Díaz de Vivar auf der Liste der FIFA-Schiedsrichter und leitet internationale Fußballpartien, unter anderem wird er regelmäßig in der Copa Libertadores (19 Spiele) und der Copa Sudamericana (22 Spiele) eingesetzt.
Am 4. April 2017 pfiff Díaz de Vivar das Hinspiel der Recopa Sudamericana 2017 zwischen Chapecoense und Atlético Nacional (2:1) in Chapecó.
Bei der Copa América 2019 in Brasilien leitete Díaz de Vivar ein Gruppenspiel und das Spiel um Platz drei zwischen Argentinien und Chile (2:1).
Bei der U-17-Südamerikameisterschaft 2015 in Paraguay leitete Díaz de Vivar vier Spiele. Bei der U-20-Südamerikameisterschaft 2017 in Ecuador hatte er fünf Einsätze. Bei der U-20-Weltmeisterschaft 2017 in Südkorea wurde Díaz de Vivar als Vierter Offizieller eingesetzt. Auch bei der U-20-Südamerikameisterschaft 2019 in Chile hatte er vier Einsätze. Bei der U-17-Weltmeisterschaft 2019 in Brasilien leitete Díaz de Vivar zwei Gruppenspiele.